# Tribologija
Tribologija (grč. τρίβειν: trljati) je znanost koja proučava zbivanja na površinama dvaju tijela u dodiru ili relativnom gibanju (triboelementi), ponajprije trenje, trošenje materijala i učinke podmazivanja. Zadaća joj je pronaći odgovarajuće mjere primjenom kojih se sprječava ili smanjuje trenje i trošenje, to jest postižu se njihove prihvatljive vrijednosti. Te mjere obuhvaćaju izbor materijala, zaštitu površina od trošenja, uhodavanje (početno trošenje), a napose podmazivanje. Tribologija je interdisciplinarna, jer je zasnovana na osnovnim disciplinama strojarstva (mehanika, mehanika fluida, znanost o materijalima), metalurgije, kemije i fizike. Područja njezine glavne primjene jesu mehaničke konstrukcije (zupčanici, ležajevi, klizni dijelovi), materijali (keramika, polimeri, metali), obrada materijala (sredstva za hlađenje i podmazivanje, alatni materijali, lako obradivi materijali) i podmazivanje (ulja, masti, aditivi).

## Podmazivanje
Podmazivanje je primjena maziva za smanjivanje trenja među površinama koje se dodiruju, a gibaju se jedna u odnosu na drugu (tarne površine). Omogućuje rad pokretnih strojnih dijelova, napose ležaja, kliznih staza i vodilica, zupčanika, cilindara i stapova, spojki, lanaca za prijenos snage, koljenastih vratila, podizača ventila i čelične užadi. Osim smanjenja trenja i njegovih štetnih posljedica (razvijanje topline, trošenje tarnih površina i gubitak energije), njime se odvode toplina i čestice nastale trošenjem materijala, a sprječava se i dovođenje stranih čestica među tarne površine njihovim brtvljenjem. Najpovoljnije je podmazivanje kojim se postiže tekuće trenje, kada se među tarnim površinama samodovođenjem maziva stvara kontinuirani film (hidrodinamičko podmazivanje). Kako bi se režim hidrodinamičkoga podmazivanja održao u optimalnim granicama, za veće brzine klizanja potrebna je manja viskoznost maziva; nasuprot tomu, za povećano opterećenje potrebno je mazivo veće viskoznosti. Strojni dijelovi kod kojih nije moguće postići hidrodinamičko podmazivanje podmazuju se na drugi način, na primjer s krutim mazivima.

### Maziva
Maziva su kemijske tvari specifičnih fizikalnih i kemijskih svojstava koje se rabe za podmazivanje. Djeluju tako što smanjuju trenje između kliznih ploha koje se pod opterećenjem nalaze u međusobnom relativnom gibanju. Maziva služe i za smanjenje trošenja strojnih dijelova i za odvođenje topline, te za zaštitu od korozije i stvaranja naslaga i taloga zbog oksidacije i drugih kemijskih promjena. Kao prva maziva upotrebljavala su se životinjska i biljna ulja i masti sve do prije stotinjak godina, kada je mlada naftna industrija iznijela na tržište maziva ulja dobivena od teških naftnih frakcija. Danas svijest o potrebi očuvanja okoliša i zdravlja utječe i na proizvodnju svih vrsta maziva, tako da se iz njih isključuju sastojci štetni za zdravlje i okoliš, a u pojedinim se područjima rabe i biološki razgradiva maziva na osnovi biljnih ulja ili sintetskih esterskih ulja. Prema agregatnom stanju razlikuju se tekuća maziva (ulja), polučvrsta (mazive masti) i čvrsta maziva.

## Vanjske poveznice
- Tribologija Hrvatska tehnička enciklopedija, portal hrvatske tehničke baštine. LZMK